# معاداة السامية في أوكرانيا
كانت وما تزال معاداة السامية في أوكرانيا قضية تاريخية في البلاد، لا سيما في القرن العشرين. يعود تاريخ الجالية اليهودية في المنطقة إلى العصر الذي كانت فيه المستعمرات اليونانية القديمة موجودة. عاش ثلث يهود أوروبا سابقًا في أوكرانيا بين عامي 1791 و 1917، داخل نطاق الاستيطان. جعلت الكثافة الكبيرة لليهود في هذه المنطقة تاريخيًا منهم هدفًا سهلًا للممارسات المعادية لليهود والمذابح المدبرة.

## قبل القرن العشرين
في عام 1113، كان هناك عنف ضد اليهود في كييف، حدث في سياق تمرد أشعلته وفاة سفياتوبولك الثاني، أمير كييف الكبير الذي لا يحظى بشعبية، استهدف فيه الفلاحون اليهود الذين شاركوا في الأعمال الاقتصادية للأمير (خاصة تجارة الملح). لم يعرف أقرب مصدر لذلك إلا بعد قرون، وقد يكون الحدث ملفقًا.
يبدو أن الحوادث التي أصابت يهود أوكرانيا في القرن الثاني عشر، مثل الغارات المغولية التي قضت على مجتمعات يهودية بأكملها، لا صلة لها بمعاداة السامية، وفقا لكيفن آلان بروك.
تميزت مذابح 1648-1649 تحت حكم خميلنتسكي بالعنف الوحشي ضد اليهود.
في عام 1768، ذُبح العديد من اليهود على يد متمردي هايداماك بقيادة إيفان غونتا في مذبحة أومان. كانت هايداماك تشكيلات أوكرانية من القوزاق الفلاحين ومنخفضي درجة النبالة من الجيش البولندي الليتواني. ذُبح أكثر من ثلاثة آلاف يهودي في الشوارع والكنيس اليهودي دون رحمة مهما كان العمر أو الجنس، وألقيت جثثهم على الخنازير والكلاب. بعد ذلك، اتجه الهايداماك إلى ذبح البولنديين والمتحدين الأوكرانيين، قبل أن يتم القبض على قادتهم وإعدامهم بتهمة الخيانة ضد بولندا وليتوانيا.
تعتبر مذابح أوديسا عام 1821 في بعض الأحيان هي أولى المذابح. بعد إعدام بطريرك الروم الأرثوذكس، غريغوريوس الخامس، في القسطنطينية، قتل 14 يهودي ردًا على ذلك. كان البادؤون بمذابح عام 1821 هم اليونانيون المحليون، الذين كان لديهم جالية كبيرة في المدن الساحلية للمنطفة التي كانت تعرف باسم نوفوروسيا.
اجتاحت أعمال شغب كبرى معادية لليهود جنوب غرب الإمبراطورية الروسية (أوكرانيا وبولندا حاليًا) منذ عام 1881 حتى عام 1884؛ عندما وقع أكثر من 200 حدث معاد لليهود في الإمبراطورية الروسية، كان أبرزها مذابح وقعت في كييف ووارسو وأوديسا. كان الحدث الذي تسبب في المذابح هو اغتيال القيصر الكسندر الثاني في 13 مارس [1 مارس، الطراز القديم]، 1881، حيث ألقى البعض باللوم على «عملاء ذوو نفوذ أجنبي»، مما يعني أن اليهود ارتكبوها.

## أوائل القرن العشرين

### مذابح خلال الثورة الروسية عام 1905
بعد نشر بيان أكتوبر الرسمي، الذي وعد مواطني روسيا بالحقوق المدنية، ذهب العديد من اليهود الذين عاشوا في مدن منطقة التسوية، إلى المظاهرات ضد الحكومة. بالنسبة للسكان المحليين الذين يعملون إلى جانب السلطات القائمة، كانت هذه ذريعة لبدء موجة جديدة من المذابح ضد اليهود.
في فبراير 1905، وقعت مذبحة في فيودوسيا، وفي 19 أبريل من نفس العام وقعت مذبحة في ميليتوبول. تفوقت المذبحة في مايو في زهايتومير على بقية المذابح من حيث عدد الضحايا. وقعت أخطر مذبحة في أوديسا. قتل 300 يهودي وجرح الآلاف. وقعت مذبحة خطيرة أخرى في إيكاترينوسلاف، قتل خلالها 120 يهودي. وقعت مذابح في 64 مدينة (أوديسا، إيكاترينوسلاف، كييف، سيمفيروبول، رومني، كريمنشوك، نيكولاييف، تشرنيغوف، كامينيتس بودولسكي وإليزافيتغراد) وفي 626 قرية. وقع ما يقرب من 660 مذبحة في أوكرانيا وفي بيسارابيا. استمرت المذابح عدة أيام. كان المشاركون في المذابح هم عمال القطارات وتجار المتاجر المحلية والحرفيين والصناعيين.
كانت مذابح 1903-1906 بمثابة بداية التوحيد اليهودي في أوروبا. أصبحت الدافع لتنظيم الدفاع عن النفس اليهودي، وتسريع الهجرة إلى فلسطين، وبدأوا منظمة هشومير هناك.
غذت أنشطة اتحاد الشعب الروسي وغيرها من منظمات المئات السود معاداة السامية في أوكرانيا في أواخر القرن التاسع عشر وأوائل القرن العشرين.

### الحرب الأهلية الروسية
في فبراير 1919، قتل لواء من قوات جمهورية أوكرانيا الشعبية 1500 يهودي في بروسكوروف. في تيتييف في 25 مارس 1919، قتلت قوات القوزاق بقيادة العقيد تشيركوفسكي وكوروفسكي وشلياتوشينكو أربعة آلاف يهودي. حاول اليهود اللجوء إلى الكنيس الخشبي ولكن اشتعلت فيه النيران. أصبحت مذبحة تيتيف النموذج الأولي للقتل الجماعي لليهود البولنديين، وتم إلقاء الأطفال في الهواء وتحطمت أجسادهم على الرصيف، وقتل ما يقرب من أربعة آلاف من أصل ستة آلاف يهودي في المدينة في يوم واحد هو 25 مارس 1919. تم حرق الحي اليهودي في تيتيف بالكامل، بما في ذلك الكنيس ودور العبادة والدراسة الأخرى، حيث لجأ مئات الأشخاص. تم تسجيل حوالي 23 ألف يهودي على أنهم يقيمون في المنطقة المجاورة لتيتيف وفقا للإحصائية الإمبراطورية الرسمية للسكان لعام 1897؛ تم توثيق 242 من السكان اليهود فقط في عام 1926. مع عدم وجود يهود في بلدة يبلغ عدد سكانها 10 آلاف نسمة حيث كان عدد السكان اليهود يقدر في السابق بـ 6 آلاف نسمة، يلخص تقرير لجنة التوزيع المشتركة وضع تيتيف بهذه الجملة: «دمرت المنطقة». قتل في دوبوفو بتاريخ 17 يونيو 1919، نحو 800 من أصل 900 يهودي في المدينة بطريقة نظام التجميع، وقف اثنان من الجلادين مع السيوف على أعلى الدرج وقطعوا رؤوس اليهود الذين أجبروا على الاقتراب من الدرج.
خلال الحرب الأهلية الروسية، تعرض يهود أومان في شرق بودوليا لمذابح في عام 1919، حيث تغيرت السلطة في المدينة عدة مرات. وأودت المذبحة الأولى، في الربيع، بحياة 170 ضحية؛ والثانية، في الصيف، بحياة أكثر من 90 ضحية. حدث انقطاع قصير للقتل الجماعي التقليدي لليهود في المنطقة، حيث ساعد السكان المسيحيون في أومان على تخبئتهم. أنقذ مجلس السلام العام، بأغلبية مسيحية وأقلية يهودية، المدينة من الخطر عدة مرات. على سبيل المثال، في عام 1920، أوقف المذبحة التي بدأتها قوات الجنرال دينيكين.
خلال الحرب الأهلية الروسية، بين عامي 1918 و1921، وقع ما مجموعه 1236 حادثة عنف ضد اليهود في 524 مدينة في أوكرانيا. تتراوح تقديرات عدد القتلى بين 30 و 60 ألف. من بين 1236 مذبحة وتجاوزات مسجلة، تم تنفيذ 493 من قبل جنود جمهورية أوكرانيا الشعبية تحت قيادة سيمون بيتليورا، و307 من قبل أمراء الحرب الأوكرانيين المستقلين، و 213 من قبل جيش دينيكين، و106 من قبل الجيش الأحمر و32 من قبل الجيش البولندي. خلال ديكتاتورية بافلو سكوروبادسكي (29 أبريل 1918 إلى ديسمبر 1918)، لم يتم تسجيل أي مذابح. عندما حل مجلس الإدارة محل حكومة سكوروبادسكي، اندلعت المذابح مرة أخرى.